# Gonomyia (Leiponeura) scythra
Gonomyia (Leiponeura) scythra is een tweevleugelige uit de familie steltmuggen (Limoniidae). De soort komt voor in het Australaziatisch gebied.